# せとしお (潜水艦・初代)
せとしお（ローマ字：JS Setoshio, SS-575、ATSS-8008、TSS-3602）は、海上自衛隊の潜水艦。ゆうしお型潜水艦の3番艦。艦名は瀬戸の潮から由来する。

## 艦歴
「せとしお」は、昭和53年度計画2,200トン型潜水艦、8090号艦として三菱重工業神戸造船所で1979年4月17日に起工され、1981年2月10日に進水、同年9月10日に公試開始、1982年3月17日に就役し、第2潜水隊群直轄艦として編入され横須賀に配備された。
1983年3月1日、第2潜水隊群第3潜水隊に編入。
1988年7月22日から7月23日にかけて伊豆大島沖展示訓練に護衛艦「くらま」等とともに参加する。
1989年6月6日、対潜訓練目標艦として行動中、津軽海峡の海底に接触、前部外板が損傷した。
1994年3月1日、第1潜水隊群第1潜水隊に編入され、定係港が呉に転籍。
1999年3月10日、特務潜水艦に種別変更され、艦籍番号がATSS-8008に変更、第1潜水隊群に直轄艦として編入。
2000年3月9日、練習潜水艦に種別変更され、艦籍番号がTSS-3602となり、潜水艦隊隷下に新編された第1練習潜水隊に「あさしお」とともに編入。
2001年3月30日、除籍。